# Erste Belagerung Krujas
Albanische Revolte – Torvioll – Mokra I – Otonetë – Oranik I – Svetigrad – Kruja I – Modrič – Meçad I – Pollog – Berat – Oranik II – Albulena – Mokra II – Mazedonien – Ohrid – Vaikal – Meçad II – Vaikal – Kashari – Kruja II – Kruja III – Kruja IV

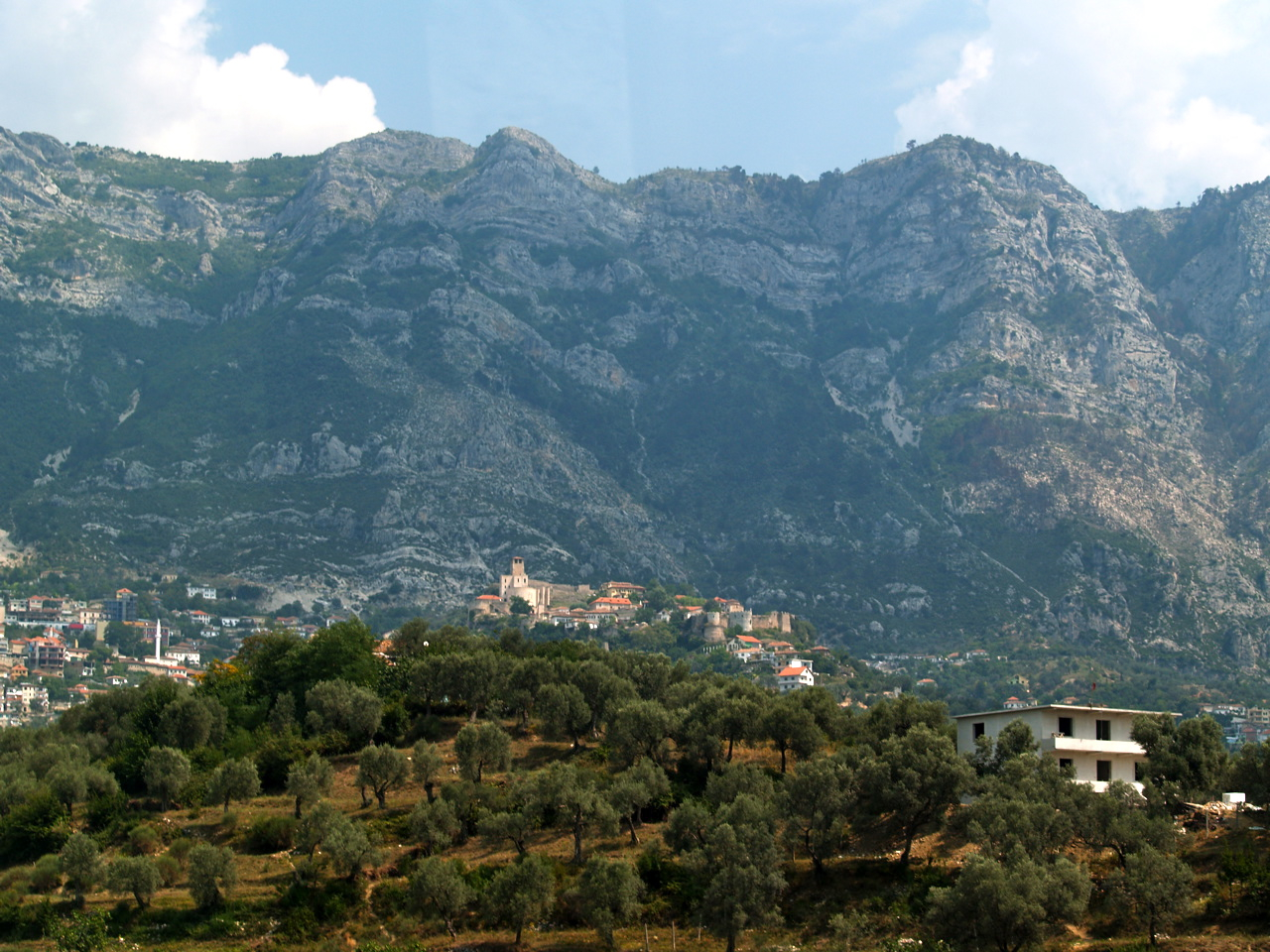
Kruja mit der Burg, dahinter die Skanderbeg-Berge

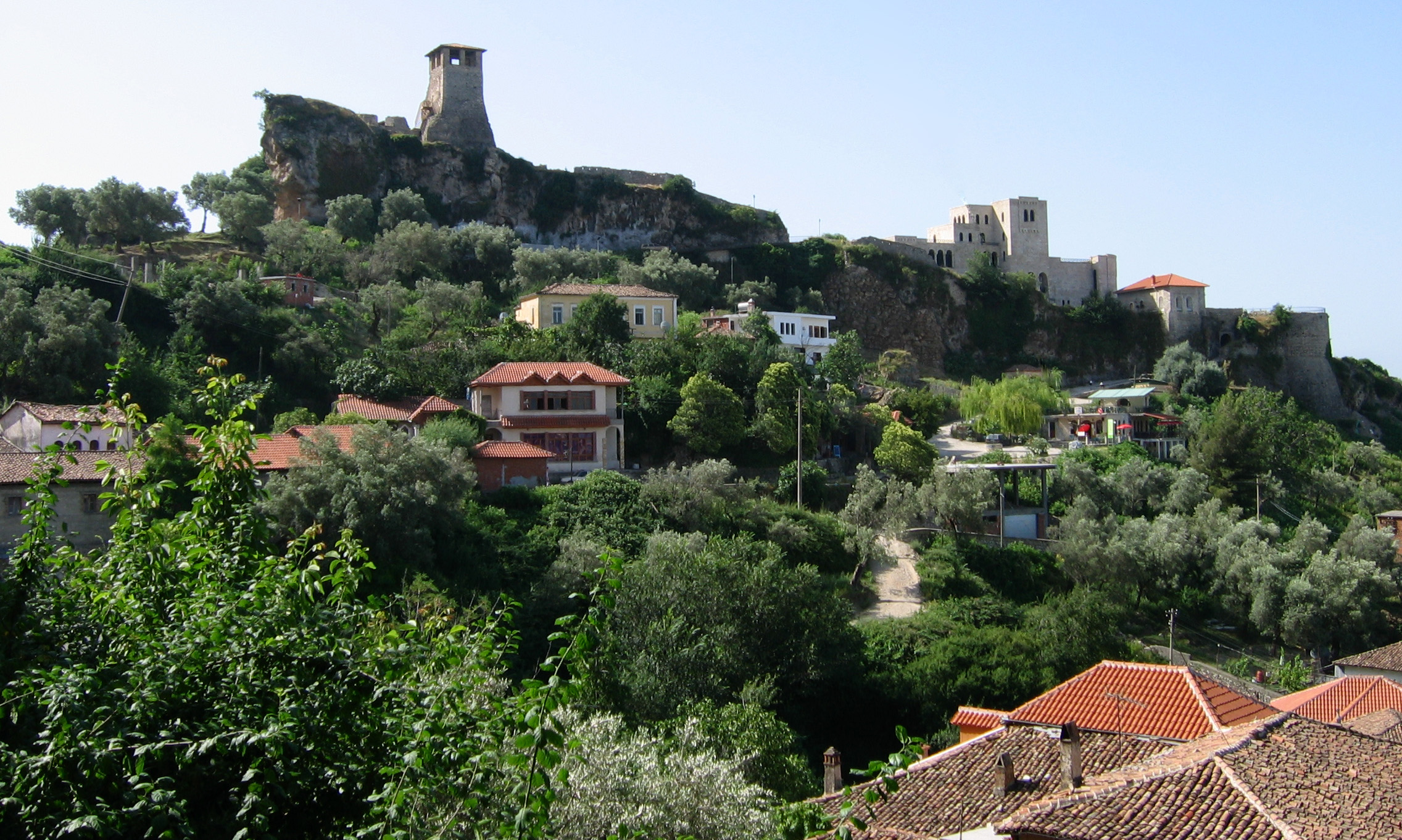
Burg von Kruja

Die Erste Belagerung Krujas fand vom 14. Mai bis 23. November 1450 statt, als etwa 15.000 osmanische Soldaten die Stadt Kruja, von der aus Skanderbeg seit 1443 den albanischen Widerstand gegen die osmanische Oberherrschaft organisierte, angriffen.
Die Truppen der Liga von Lezha, geleitet von Skanderbeg, waren wegen der zwei verlorenen Schlachten bei Svetigrad und Berat in den Jahren 1448 bis 1450 demoralisiert. Die Unterstützung des Klerus, der behauptete, Visionen von Engeln und einem Sieg gehabt zu haben, gaben den albanischen Kriegern die Motivation, um die Hauptstadt der Liga von Lezha mit allen Mitteln und bis zum letzten Mann zu verteidigen.
Nachdem Skanderbeg eine Garnison von etwa 4.000 Mann unter seinem loyalen Leutnant Vrana Konti zurückgelassen hatte, griff er die osmanischen Lager rund um Kruja aus den Bergen an und attackierte die Versorgungskaravane der Armee Sultan Murads II. Im September hatte die osmanische Armee ihre Ordnung verloren, der Mut der Soldaten sank und Krankheiten verbreiteten sich in ihren Lagern. Die osmanische Armee erkannte, dass Kruja nicht mehr durch ihre Stärke fallen würde, hob die Belagerung auf und machte sich wieder auf den Weg nach Edirne. Dort starb Murad II.; sein Sohn Mehmed II. übernahm an seiner Stelle die Macht.
1443, als ein ungarisches Heer in den osmanischen Machtbereich vorrückte, setzte sich Skanderbeg mit seinen Truppen von den Osmanen ab und bemächtigte sich der Festung Kruja. Von hier aus organisierte er den Widerstand gegen die Osmanen.

## Kampagnen von 1448 und Anfang 1450
Nach einigen misslungenen Angriffen von osmanischen Heerführern auf Albanien belagerte Murad II. ab dem 14. Mai 1448 mit etwa 80.000 Mann die Festung von Svetigrad. Svetigrad war ein wichtiger strategischer Ort, da es die Routen von Mazedonien nach Albanien kontrollierte. Die kleine Garnison aus albanischen, bulgarischen und weiteren europäischen Truppen hielt die Festung, während Skanderbeg das osmanische Lager von außen attackierte. Nachdem die Osmanen die Brunnen vergiftet hatten, entschied sich eine Gruppe der Verteidiger, die Tore der Stadt zu öffnen und die Osmanen einzulassen, wodurch diese die Kontrolle über die Festung erlangten. Der Sultan zog sich vorerst aus Albanien zurück und Skanderbeg belagerte die Festung ab dem 23. September 1448. Nach mehreren gescheiterten Angriffen zog Skanderbeg sich zurück. Anfang 1450 hatte der Pascha von Gjirokastra durch einen Angriff bei Nacht die Festung von Berat eingenommen.

## Vorgeschichte
Die Kriegsgegner

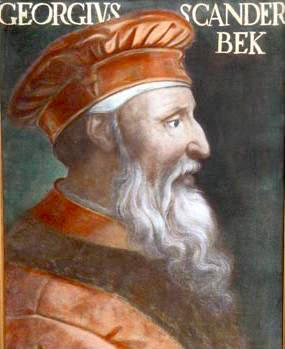
Skanderbeg
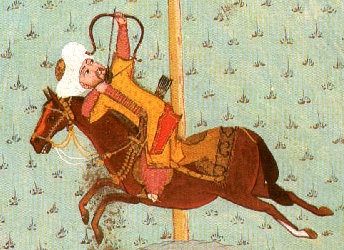
Murad II.

### Die albanische Moral vor der Belagerung
Die Kampfmoral der Albaner sank wegen der Verluste der beiden vorangegangenen Jahre. Als die Osmanen ihren Marsch am 5. April 1450 begannen, meinten die Menschen, Engel gesehen zu haben, die über Albanien flogen. Skanderbeg selbst will eine Vision gehabt haben, in der ihm der Heilige Georg ein flammendes Schwert überreicht habe, um die Feinde der „wahren Religion“ zu vernichten. Diese Rede zusammen mit vielen anderen Visionen der Kleriker belebte die Kampfmoral der albanischen Kämpfer.

### Albanische Vorbereitungen
Bevor die Belagerung begann, verließ Skanderbeg mit 8.000 Mann Kruja (2.000 Infanterie und 6.000 Kavallerie) und fand im Berg Tumenishta (heute bekannt als Skanderbeggebirge) eine geeignete Position, um die Osmanen von dort aus anzugreifen. In Kruja verblieben 4.000 Mann unter der Führung von Vrana Konti. Vrana hatte unter seinem Kommando auch einige Deutsche, Franzosen und Italiener. Kruja hatte genug Vorräte für eine 16 Monate dauernde Belagerung. Die Frauen und Kinder wurden in die venezianische Städten Albaniens gebracht, während die Männer angewiesen wurden, die Ernte zu verbrennen und in die Berge und Burgen zu ziehen.

### Osmanische Vorbereitungen
Murad traf am 14. Mai mit 100.000 seiner besten Männer (60.000 Kavallerie) ein. Murad schlug Vrana Konti vor, die Festung zu übergeben, aber Vrana weigerte sich. Trotz der hohen Feuerkraft der osmanischen Kanonen (eine der zehn Kanonen sollte Steine mit 400 Pfund und eine andere mit 200 Pfund auf die Festung schießen) waren sie in einer ungünstigen Position, da die Festung Kruja „fast ein Teil des Berges war, auf dem es gebaut worden war“. Die Kanonen konnten zwei bis drei Mal am Tag schießen, aber waren nicht zielsicher. Zwei große und vier kleinere Kanonen waren auf der Südseite, und der Rest wurde auf das Haupttor konzentriert.

## Belagerung

### Erste Phase
Murad ließ seine Kanonen vier Tage lang feuern, bis eine Bresche in der Mauer entstanden war. Der Sultan sah sich im Vorteil und befahl seinen Truppen den Sturm durch die Mauerlücke. Die Garnison konnte den Angriff jedoch abwehren und anschließend die Mauer wieder reparieren. Murad fürchtete einen Gegenangriff Skanderbegs und schickte Späher in die umliegenden Berge, um einen Angriff auszukundschaften. Skanderbeg führte bei Dämmerung einen Angriff auf das osmanische Feldlager, bei dem mehrere hundert Menschen starben. Er erbeutete osmanische Vorräte, verlor aber fast sein Leben. Als Skanderbeg zu seinen Männern zurückkehrte, war sein „Schild so zerschlagen, dass man es nicht erkennen konnte“.  Der Angriff kostete Skanderbeg zehn Tote und mehrere Verwundete. Die Verteidiger hatten noch keine großen Schwierigkeiten. Die Hauptlast des Angriffes kam von der Südseite, wo die osmanischen Verluste sehr hoch waren.

### Zweite Phase
Als der zweite Sturm begann, versuchten die Osmanen, mit ihren Lanzen durch das Tor zu kommen. Nach schweren Verlusten musste sich die osmanische Armee zurückziehen, und Sultan Murad hielt für die nächsten zwei Tage eine Beratung mit seinen Generälen. Eine sofortige Maßnahme war es, das Lager vor einem weiteren Überraschungsangriff zu schützen. Um dies zu erreichen, bestellte man eine Armee angeführt von Prinz Mehmed an die Stelle, wo der erste Angriff stattgefunden hatte. Moisi Arianit Golemi täuschte einen Angriff mit 500 Reitern vor: Es wurde Alarm gegeben, und die Osmanen bereiteten sich auf diese Attacke vor. Währenddessen zogen Skanderbeg und seine Truppen um das Lager und griffen dort an, wo der Feind es nicht erwartet hatte. Bevor ein Gegenangriff organisiert werden konnte, zog er sich aus dem Lager zurück.
Während Skanderbegs Abwesenheit wurde ein großer osmanischer Angriff auf der Südseite von Kruja durchgeführt. Aber versehentlicher Eigenbeschuss zwang sie, den Angriff zu stoppen. Die Osmanen versuchten, die Burg zu stürmen, blieben jedoch erfolglos. Ihre Angriffe erzielten keine Fortschritte, ihre Armee hatte schon sehr viele tödliche Verluste erlitten. Skanderbeg dagegen verlor bis dahin etwa 1.000 Mann. Moisi Golemi und Tanush Thopia mit einigen tausend Mann, und Skanderbeg waren jetzt in drei Gruppen geteilt, was den Angriff auf das türkische Lager vereinfachte. Skanderbeg begann sich zum Lager zu bewegen, als die Osmanen 8.000 Mann mobilisierten und diese in Richtung Skanderbegs zu ziehen. Skanderbeg zog sich langsam zurück. Anschließend brachen Moisi und Tanush in das Lager ein. Die osmanischen Truppen wurden ins Hügelvorland gelockt. Am nächsten Tag (25. Juli) wurde die Truppe eingekesselt und komplett vernichtet. Am nächsten Tag wurde Skanderbeg über dem Felsen von Kruja in einer Besprechung mit Vrana Konti gesehen.

### Schlussphase
Als Vrana zur Festung zurückgekehrt war, schickte der Sultan einen Pascha, um mit Vrana zu reden und ihm reiche Geschenke zu machen. Der Pascha wollte Vrana überzeugen, dass Murad ein besser Herrscher als Skanderbeg sei, und dass die Belagerung schon fast vorbei sei. Aber Vrana weigerte sich zu kapitulieren. Infolgedessen begann ein neuer Angriff auf die Festung. Murad schickte einen Boten zu Skanderbeg und versprach ihm 10.000 Kronen jährlich. Skanderbeg lehnte das Angebot ab. Der Angriff ging weiter und die albanische Position schien hoffnungslos. Am 14. Oktober bot Georgius Pelino (Abt der Abtei der Heiligen Maria von Ratac) im Namen Skanderbegs den Venezianern Kruja an. Trotz seiner Drohung, die Stadt den Türken zu übergeben, lehnten die Venezianer dieses Angebot ab, da sie kein Interesse hatten, durch Unterstützung der Albaner ihre guten Handelsbeziehungen zum osmanischen Reich aufs Spiel zu setzen. Am 26. Oktober hoben die Türken die Belagerung auf.

## Nachwirkungen
Die Belagerung kostete 20.000 Osmanen und mehr als 1.000 Albanern das Leben. Marin Barleti vermutet, dass Murad an einer Krankheit bei der Festung von Kruja starb; Murad starb aber in Edirne im Jahr 1451. Murad zog sich nach und nach aus albanischem Territorium zurück aus Sorge, dass der albanische Winter noch mehr Menschenleben kosten werde. Beim Rückzug fielen noch Tausende feindlicher Soldaten bei Angriffen albanischer Milizen.
Skanderbegs Ressourcen waren am Ende. Er bat die Republik Ragusa um Hilfe. Die Raguser informierten Papst Nikolaus V., und dieser willigte ein, Skanderbeg finanziell zu unterstützen.
Skanderbegs Erfolg brachte ihm viel Prestige in ganz Europa ein, Gesandtschaften aus Rom, Neapel, Ungarn und Burgund wurden zu ihm geschickt. Skanderbeg wurde am 26. März 1451 mit dem Abkommen von Gaeta ein Vasall von Alfonso V. von Aragon. Mit Hilfe dieses Vertrages bekam er viele Soldaten und andere Unterstützung aus Aragon.
1466 und 1467 versuchten osmanische Truppen – wiederum erfolglos – die Stadt zu erobern. Erst 1478, zehn Jahre nach Skanderbegs Tod, fiel die Stadt schließlich und wurde Teil des Osmanischen Reichs.

## Legenden

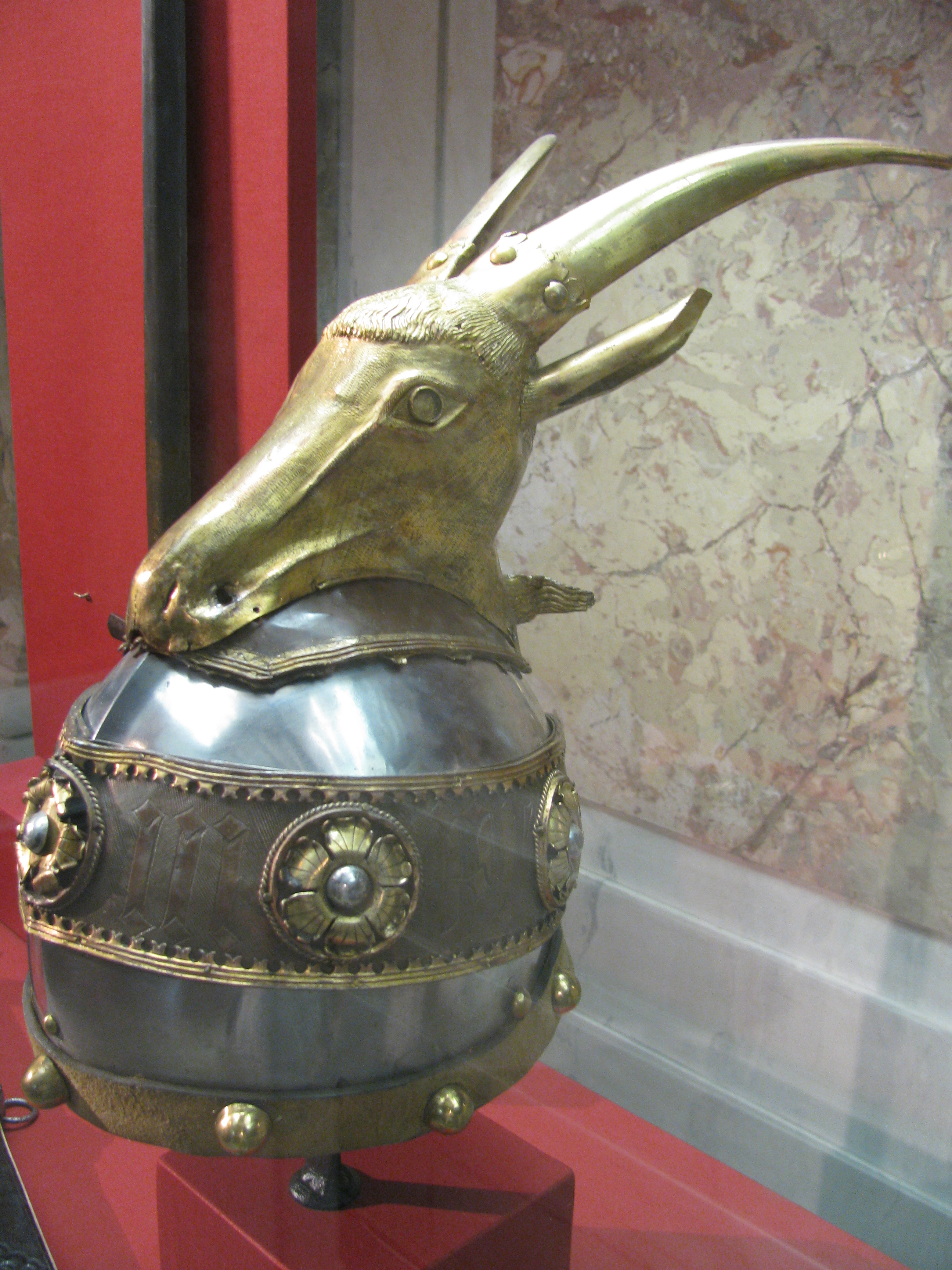
Mutmaßlicher Helm des Skanderbeg

Legenden zufolge ließ Skanderbeg während einer Nacht eine Herde Ziegen, auf deren Hörnern er Kerzen befestigt hatte, den Berg hinunter treiben. Die Osmanen dachten, dies sei ein albanischer Angriff, und zogen gegen die Herde ins Feld. Als sie weit genug aus dem Lager waren, griff Skanderbeg sie an und vernichtete sie. Nach der Belagerung ließ Skanderbeg auf seinen Helm einen Ziegenkopf aus Eisen anbringen zur Erinnerung an seine geniale Taktik in dieser Nacht.
Einer anderen Legende nach ging Skanderbeg mit diesem Helm durchs Gebirge, und die Feinde hielten ihn für eine Ziege, da sie es nicht für möglich hielten, dass Menschen durch dieses Terrain marschieren konnten. So fiel er den Türken in den Rücken.
Siehe auch: Helm des Skanderbeg (speziell zu unterschiedlichen kunsthistorischen Interpretationen des Ziegenkopfes)